# Giro d'Oro
El Giro d'Oro fue una carrera ciclista italiana disputada en Trento.
Creada en 1983, el Giro d'Oro se convirtió en prueba profesional en 1996. Formó parte del UCI Europe Tour desde 2005, en categoría 1.1.
La edición del 2009 fue anulada por problemas de organización. Desde entonces, la carrera no se volvió a organizar.

## Palmarés
| Año  | Ganador              | Segundo             | Tercero               |
| ---- | -------------------- | ------------------- | --------------------- |
| 1983 | Ezio Moroni          | Herrik Santisiak    | Pierangelo Cornelio   |
| 1984 | Luciano Godio        | Moravio Pianegonda  | Antonio Santaromita   |
| 1985 | Paolo Dalbianco      | Lorenzo Inama       | Gianni Pigatto        |
| 1986 | Pierluigi Berzotelli | Sandro Santon       | Fabio Campagna        |
| 1987 | Federico Longo       | Paolo Ricciuti      | Gianni Faresin        |
| 1988 | Stefano Dalla Pozza  | Remo Rossi          | Stefano Cecchini      |
| 1989 | Igor Tramanin        | Luca Prada          | Kristian Zanolin      |
| 1990 | Carlo Benigni        | Stefano Cortinovis  | Mauro Bettin          |
| 1991 | Sergio Barbero       | Carlo Combacchini   | Marco Rosani          |
| 1992 | Fausto Dotti         | Massimo Donati      | Andrea Noè            |
| 1993 | Mauro Bettin         | Roberto Menegotto   | Daniele Pontoni       |
| 1994 | Roberto Dal Sie      | Luigi Dalla Bianca  | Stefano Finesso       |
| 1995 | Davide Casarotto     | Luca Prada          | Luigi Dalla Bianca    |
| 1996 | Emiliano Murtas      | Gianluca Valoti     | Stefano Finesso       |
| 1997 | Michele Favaron      | Fabrizio Guidi      | Raffaele Longo        |
| 1998 | Angelo Citracca      | Igor Pugaci         | Gian-Paolo Mondini    |
| 1999 | Milan Kadlec         | Fabio Bulgarelli    | Gianluca Tonetti      |
| 2000 | Alessandro Baronti   | Sergiy Matveyev     | Eddy Ratti            |
| 2001 | Oscar Borlini        | Alessandro Guerra   | Domenico Romano       |
| 2002 | Damiano Cunego       | Patrik Sinkewitz    | Remmert Wielinga      |
| 2003 | Dave Bruylandts      | Staf Scheirlinckx   | Glen Chadwick         |
| 2004 | Jure Golčer          | Eddy Ratti          | Giampaolo Cheula      |
| 2005 | Luca Mazzanti        | Freddy González     | José Rujano           |
| 2006 | Damiano Cunego       | Giuseppe Palumbo    | Luca Mazzanti         |
| 2007 | Dainius Kairelis     | Luis Felipe Laverde | Christian Pfannberger |
| 2008 | Gabriele Bosisio     | Danilo Di Luca      | Franco Pellizotti     |

### Palmarés por países
| País            | Victorias |
| --------------- | --------- |
| Italia          | 22        |
| República Checa | 1         |
| Bélgica         | 1         |
| Eslovenia       | 1         |
| Lituania        | 1         |